# Necrobia ruficollis
Necrobia ruficollis là một loài bọ cánh cứng săn mồi trong họ Cleridae phân bố rộng rãi.

## Hình ảnh

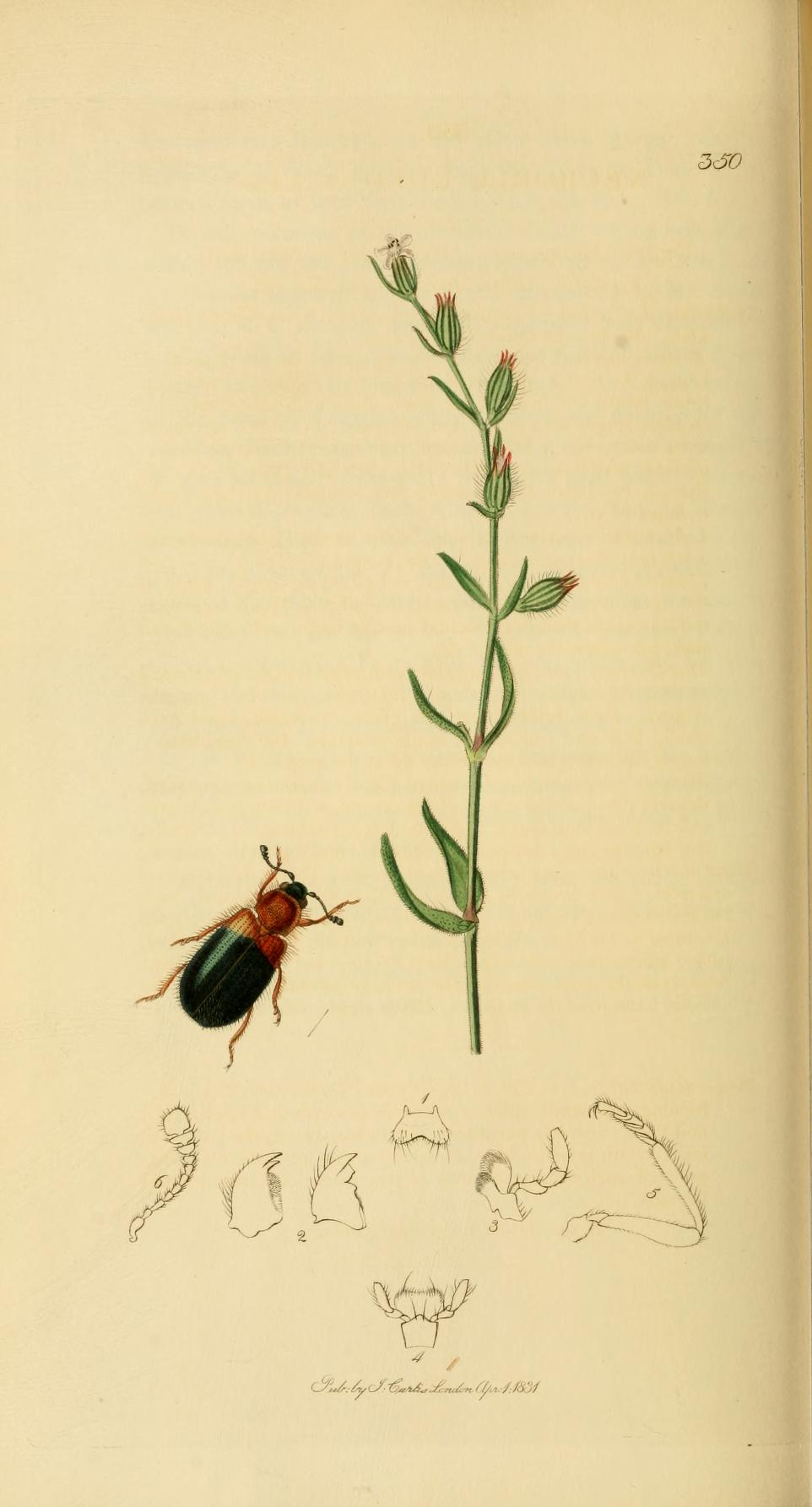